# Freud, la dernière confession
Pour plus de détails, voir Fiche technique et Distribution.
Freud, la dernière confession (Freud's Last Session) est un film américano-britanniquo-irlandais réalisé par Matthew Brown et sorti en 2023. Il s'agit d'une adaptation de la pièce de théâtre de Mark St. Germain (en), lui-même basé sur le livre The Question of God d'Armand Nicholi. Le film met en scène la rencontre — fictive — entre l'écrivain C. S. Lewis, surnommé « Jack », et Sigmund Freud à la fin des années 1930.
Le film est présenté en avant-première à l'AFI Fest en octobre 2023. Il connait ensuite une sortie limitée dans les salles américaines. Il reçoit un accueil critique mitigé. En France, il sort en juin 2025.

## Synopsis
En 1939, deux jours après le début de la Seconde Guerre mondiale, l'écrivain et universitaire britannique C. S. Lewis, surnommé « Jack », rencontre Sigmund Freud. Les deux hommes vont alors débattre de plusieurs sujets, dont l'existence de Dieu. Freud est profondément irrité par le récent rejet par Lewis de sa propre tendance à l'athéisme au profit du christianisme. Ils abordent également le syndrome de stress post-traumatique de Lewis, ancien combattant lors de la Première Guerre mondiale. D'autres sujets sont évoqués comme J. R. R. Tolkien, les Inklings, leurs relations avec d'autres personnes (dont Anna Freud, qui est codépendante de son père, et son amante Dorothy Burlingham).

## Fiche technique
Sauf indication contraire, les informations mentionnées dans cette section peuvent être confirmées par les bases de données cinématographiques IMDb et Allociné,  présentes dans la section « Liens externes ».
- Titre original : Freud's Last Session
- Titre français : Freud, la dernière confession
- Réalisation : Matthew Brown
- Scénario : Matthew Brown et Mark St. Germain, d'après la pièce de théâtre Freud's Last Session de Mark St. Germain (en)
- Musique : Coby Brown
- Décors : Luciana Arrighi
- Costumes : Eimer Ni Mhaoldomhnaigh
- Photographie : Ben Smithard
- Montage : Paul Tothill
- Production : Alan Greisman, Rick Nicita, Meg Thomson, Hannah Leader, Tristan Orpen Lynch, Robert Stillman et Matthew Brown
- Sociétés de production : Fís Éireann / Screen Ireland, Last Session Productions et Subotica Productions 
  - En association avec : 14 Sunset, West End Films, Media Finance Capital, Golden Horde Entertainment, UK Global Screen Fund, Lipsync Productions, M.Y.R.A. Entertainment, Copper Island, Traveling Picture Show Company, LB Entertainment, Eternal Entertainment Partnership et Birdsong
- Sociétés de distribution : Sony Pictures Classics (États-Unis) ; Condor (France), Métropole Films (Québec)[2]
- Budget : N/A
- Pays de production :  États-Unis,  Irlande,  Royaume-Uni
- Langue originale : anglais
- Format : couleur
- Genre : drame
- Durée : 122 minutes
- Dates de sortie[3] :
  - États-Unis : 27 octobre 2023 (AFI Fest) ; 22 décembre 2023 (sortie limitée)
  - Québec : 12 janvier 2024 (sortie limitée)[2]
  - Irlande : 25 février 2024 (Festival international du film de Dublin) ; 14 juin 2024 (sortie nationale)
  - France : 6 octobre 2024 (Dinard Festival du film britannique) ; 4 juin 2025 (sortie nationale)
- Classification[4] :
  - Québec : déconseillé aux jeunes enfants[2]
  - États-Unis : PG-13
  - Royaume-Uni : interdit aux moins de 12 ans

## Distribution
- Anthony Hopkins (VF : Féodor Atkine) : Sigmund Freud
- Matthew Goode : C. S. Lewis
- Liv Lisa Fries (VF : Alice Taurand) : Anna Freud
- Jodi Balfour : Dorothy Burlingham
- Jeremy Northam : Ernest Jones
- Orla Brady (VF : Céline Mauge) : Janie Moore
- Stephen Campbell Moore : J. R. R. Tolkien

 Source et légende : version française (VF) sur RS Doublage

## Production
WestEnd Films et CAA Media Finance présentent le projet à la vente lors du festival de Cannes 2022. Anthony Hopkins est annoncé dans le rôle principal avec Matthew Brown comme réalisateur, pour adapter la pièce de Mark St. Germain. Le film est produit par Alan Greisman, Rick Nicita, Meg Thomson et Hannah Leader, alors que la production doit débuter en janvier 2023 au Royaume-Uni. Cependant, pour des raisons financières, la maison de Freud à Hampstead et le célèbre divan du psychanalyste sont recréés dans les studios Ardmore en Irlande. Une sélection d'accessoires du film (notamment la réplique du canapé et de la chaise de la tente de jardin) seront ensuite exposés au Freud Museum de Londres dès mai 2023. Coproduit par Aoife O'Sullivan et Tristan Orpen Lynch de Subotica Operations, le film a bénéficié d'un financement de coproduction internationale du Global Screen Fund du Royaume-Uni,. Une image du tournage est publiée en avril 2023, alors que le film entre dans les dernières étapes de prises de vues en Irlande.

## Sortie et accueil

### Critique
Sur le site d'agrégation de critiques Rotten Tomatoes, le film obtient 44% d'avis favorables, pour 124 critiques. Le consensus suivant résume les avis collectés : « Anthony Hopkins et Matthew Goode forment un duo extrêmement talentueux, mais La Dernière Séance de Freud est trop dispersée et trop peu écrite pour tirer pleinement parti de leurs efforts. » Sur le site Metacritic, qui utilise une moyenne pondérée, le film obtient la note de 48⁄100 pour 18 critiques.

### Box-office
| Pays ou région | Box-office      | Date d'arrêt du box-office | Nombre de semaines |
| -------------- | --------------- | -------------------------- | ------------------ |
| France         | 105 279 entrées | en cours                   | 6                  |
| Total mondial  |                 | -                          | -                  |